# P Veeramuthuvel

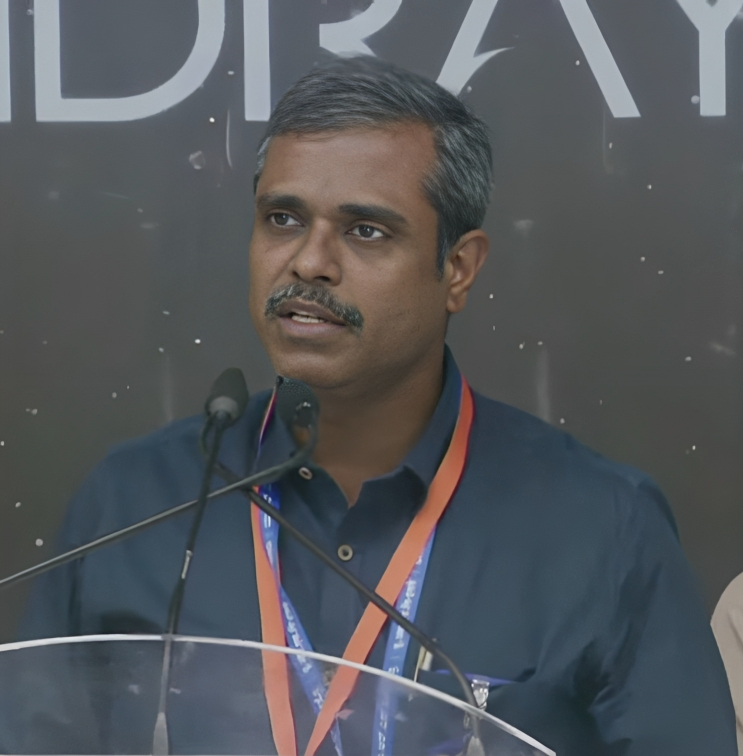
Científico espacial indio que trabaja para la Organización de Investigación Espacial de la India.

Palanivel Veeramuthuvel (nacido el 22 de octubre de 1976) es un ingeniero aeroespacial indio que trabaja para la Organización de Investigación Espacial de la India . Se desempeñó como director del proyecto de la misión Chandrayaan-3.
P Veeramuthuvel nació el 22 de octubre de 1976 en Viluppuram, Tamil Nadu, India. Asistió a la escuela de ferrocarriles en Villupuram y obtuvo un diploma en ingeniería mecánica de la Escuela Politécnica Ezhumalai, Villupuram. Asistió a Sri Sai Ram Engineering College en Chennai para obtener sus estudios de Licenciatura en Ingeniería. Asistió al NIT Trichy para realizar sus estudios de Maestría en Ingeniería.
Veeramuthuvel se unió a Lakshmi Engineering Works, Coimbatore como ingeniero senior. Luego se unió al centro de diseño e investigación de alas giratorias de la división de helicópteros de Hindustan Aeronautics Limited Bangalore. Se unió a ISRO en 2014, donde trabajó en múltiples proyectos y ocupó diversas responsabilidades, incluida la planificación de la segunda misión Mars Orbiter. Paralelamente, realizó estudios de posgrado en el IIT Madras.
Veeramuthuvel se ha desempeñado como subdirector del Programa de Infraestructura Espacial de la oficina principal de ISRO. Fue nombrado director de la expedición Chandrayaan 3 en 2019. Le sucedió Muthayya Vanitha, director del proyecto de la misión Chandrayaan-2. También desempeñó un papel importante en la misión Chandrayaan-2, colaborando con la NASA en las perspectivas y la ciencia del proyecto.